# Tianna
Tianna (San Francisco Bay Area, 30 novembre 1963) è un'ex attrice pornografica statunitense.

## Biografia
Entrò nell'industria cinematografica pornografica nel 1989 a 26 anni. Nel 2002 è stata inserita nella AVN Hall of Fame. John Stagliano attribuì a lei il successo del suo film del 1989 "le avventure di Buttman" in particolare al suo "stile unico ", nella scena di apertura in cui l'attrice appare rivolgersi direttamente al pubblico. Stagliano ricorda: "[Tianna] mi guardò, in realtà guardava la telecamera, era la prima volta che qualcosa di simile accadeva realmente nel porno. Questo per me fu uno stimolo per essere creativo e fare cose strane. È diventato rapidamente tremendamente popolare".
Nel 1994 ha ottenuto ben tre AVN Awards e per il suo lavoro in Justine ha ottenuto sia il premio come miglior attrice non protagonista sia quello per la miglior scena in solitaria. Ha, inoltre, ottenuto il premio per la miglior scena tra ragazze per Buttslammers 2.
Si è ritirata nel 1995 con oltre 190 scene girate.

## Vita privata
Nel 2005, Tianna si è sposata con Patrick Collins insieme al quale era entrata nel 1989 nel mondo dell'intrattenimento per adulti.

## Riconoscimenti
- AVN Awards
  - 1992 – Best Tease Performance per Indian Summer, Parts 1 & 2[11]
  - 1994 – Best Supporting Actress (film) per Justine[12]
  - 1994 – Best Tease Performance per Justine[13]
  - 1994 – Best All-Girl Sex Scene (video) per Buttslammers 2 – The Flashlight Orgy con Celeste, Felecia, Lia Baren e Sydney St. James[14]
  - 2002 – Hall of Fame
- XRCO Award
  - 1992 – Underrated, Often Overlooked, But Always Hot condiviso con Bionca, Deidre Holland e Selena Steele[15]

## Filmografia
- Dildo Sluts (Unknown) 1987
- Adventures of Buttman (Evil Angel) 1989
- Beach Blanket Brat (Vivid) 1989
- Blowing In Style (Evil Angel) 1989
- Challenge (Evil Angel) 1989
- Cool Sheets (Plum Productions) 1989
- Dresden Diary 3: 100 Years Later In America (Bizarre Video) 1989
- Easy Way Out (Passion Productions) 1989
- Gang Bangs 2 (Evil Angel) 1989
- Girls Gone Bad 1 (Gourmet Video Collection) 1989
- Girls Gone Bad 2 (Gourmet Video Collection) 1989
- Girls Who Dig Girls 16 (Wet Video) 1989
- Girls Who Dig Girls 19 (Wet Video) 1989
- Heavenly Bodies (Bel-Air) 1989
- I Dream of Christy (Canyon Video) 1989
- Introducing Tabitha (CDI Home video) 1989
- Itty Bitty Titty Committee (In Hand Video) 1989
- Joined (In Hand Video) 1989
- Lace (Erotic Impulse) 1989
- Last Temptation (Caballero Home video) 1989
- Leather (Video Team) 1989
- Leather and Lace (Video Team) 1989
- Lips On Lips (Lipstik Video) 1989
- Little Miss Dangerous (Soho Video) 1989
- Making The Grade (Metro) 1989
- Mistaken Identity (Coast To Coast) 1989
- Penthouse (CDI Home video) 1989
- Play Me (Vivid) 1989
- Pretty Peaches 3 (VCA) 1989
- Route 69 (Passion Productions) 1989
- Savage Fury 2 (Leisure Time Entertainment) 1989
- Separated (In Hand Video) 1989
- Sexual Obsession (Plum Productions) 1989
- Shadows In The Dark (4-Play Video) 1989
- Sorority Pink 1 (VCX) 1989
- Sorority Pink 2 (Metro) 1989
- Studio Sex (Factory Home video) 1989
- Super Tramp (Vidco Entertainment) 1989
- Talk Dirty to Me 7 (Dreamland Entertainment) 1989
- Unforgivable (Metro) 1989
- Welcome to the House of Fur Pi (Gourmet Video Collection) 1989
- Above And Beyond (Paul Norman Productions) 1990
- Amazons from Burbank (In Hand Video) 1990
- Best of Bruce Seven 1 (Bizarre Video) 1990
- Best of Bruce Seven 3 (Bizarre Video) 1990
- Between the Cheeks 2 (VCA) 1990
- Bi and Beyond 4 (Paladin Video) 1990
- Bi and Beyond 5 (Paladin Video) 1990
- Bi Cycling (Filmco Releasing) 1990
- Bruce Seven's Most Graphic Scenes 1 (Evil Angel) 1990
- Corruption (Coast To Coast) 1990
- Deep Throat 4 (Arrow Productions) 1990
- Denim Dolls (CDI Home video) 1990
- Dresden Diary 4: The Saga Continues (Bizarre Video) 1990
- Filthy Delight 2 (Plum Productions) 1990
- Filthy Delight 3 (Plum Productions) 1990
- G Squad (Soho Video) 1990
- Ghost Lusters (Elegant Angel) 1990
- Hard Riders (4-Play Video) 1990
- Hollywood Bikini Party Girls (VCA) 1990
- House of Dark Dreams 1 (Evil Angel) 1990
- House of Dark Dreams 2 (Evil Angel) 1990
- Jail Babes (Pleasure Productions) 1990
- Kittens 1 (Coast To Coast) 1990
- Leather and Lace Revisited (Video Team) 1990
- Lesbian Seduction 1 (Marlowe Sales) 1990
- Nasty Girls 3 (Plum Productions) 1990
- Never Enough (Plum Productions) 1990
- New Barbarians 1 (VCA) 1990
- New Barbarians 2 (VCA) 1990
- New Sensations (Coast To Coast) 1990
- Night Dreams 2 (VCA) 1990
- Night Dreams 3 (VCA) 1990
- Only the Best of Barbara Dare (Metro) 1990
- Secretaries (In Hand Video) 1990
- Sextacy 19: Pussy Whipped Pussies (Unknown) 1990
- Shadow Dancers 1 (Evil Angel) 1990
- Shadow Dancers 2 (Evil Angel) 1990
- Shaved Sinners 3 (Video Team) 1990
- Sno Bunnies (In Hand Video) 1990
- Sweet Chastity (Erotic Video Network) 1990
- Thrill Seekers (Evil Angel) 1990
- Tongue is Born (Arrow Productions) 1990
- Unauthorized Biography Of Rob Blow (Las Vegas Video) 1990
- Uncut Diamond (Metro) 1990
- Wet 'n Working (Elegant Angel) 1990
- Where The Girls Sweat 1 (Elegant Angel) 1990
- White Trash (Erotic Impulse) 1990
- Whore of the Roses (Arrow Productions) 1990
- Why Do You Want To Be In Adult Video ? (Marlowe Sales) 1990
- Adventures of Buttwoman (Elegant Angel) 1991
- All American Girl (Plum Productions) 1991
- Anal Revolution (Rosebud) 1991
- Bad News Brat (Vivid) 1991
- Best of Buttman 1 (Evil Angel) 1991
- Bruce Seven's Favorite Endings (Elegant Angel) 1991
- Buttman's Big Tit Adventure 1 (Evil Angel) 1991
- Deep Inside Centerfold Girls (VCA) 1991
- Easy Pussy (Rosebud) 1991
- Easy Way (VCA) 1991
- Girls Gone Bad 3 (Gourmet Video Collection) 1991
- Girls Gone Bad 4 (Gourmet Video Collection) 1991
- Girls Gone Bad 5 (Gourmet Video Collection) 1991
- Godmother 3 (VCA) 1991
- Hard On The Press (All Worlds) 1991
- Indian Summer 1 (Vivid) 1991
- Indian Summer 2 (Vivid) 1991
- Intime Analspiele (Magma) 1991
- Just One Day (DBM Video) 1991
- Only Game In Town? (VCA) 1991
- Party Doll A Go-Go 1 (VCA) 1991
- Queen Of Hearts 2 (Pleasure Productions) 1991
- Rapture (Sin City) 1991
- Rayne Storm (Vivid) 1991
- Sex Symbol (Gourmet Video Collection) 1991
- Stairway to Paradise (VCA) 1991
- Steamy Windows (VCA) 1991
- Tailspin 1 (Video Team) 1991
- Two Girls for Every Guy 1 (Vivid) 1991
- Two In The Bush (Executive Video) 1991
- Where The Girls Sweat 2 (Elegant Angel) 1991
- X-Rated Bloopers 2 (Gourmet Video Collection) 1991
- Adult Video News Awards 1992 (VCA) 1992
- Bad Girls 2 (Plum Productions) 1992
- Best of Bi and Beyond (Pleasure Productions) 1992
- Best of Shaved Sinners (Video Team) 1992
- Black Studies (Gourmet Video Collection) 1992
- Buttman Versus Buttwoman (Evil Angel) 1992
- Buttman's Butt Freak 1 (Evil Angel) 1992
- Buttman's Revenge (Evil Angel) 1992
- Buttwoman 2 Behind Bars (Elegant Angel) 1992
- Buttwoman Does Budapest (Elegant Angel) 1992
- Cherry Red (Red Board Video) 1992
- Dallas Does Debbie (HIP Video) 1992
- Deep Inside Jeanna Fine (VCA) 1992
- Dominating Girlfriends 1 (Dungeon Video International) 1992
- Dominating Girlfriends 2 (Dungeon Video International) 1992
- Fit to Be Tied (Evil Angel) 1992
- Hungarian Connection (Elegant Angel) 1992
- Lesbian Pros And Amateurs 15 (Gourmet Video Collection) 1992
- Letters From The Heart (All Worlds) 1992
- Lez Be Friends (Video Team) 1992
- Only the Very Best on Video (VCA) 1992
- Party Doll A Go-Go 2 (VCA) 1992
- Runaway (Vivid) 1992
- Sex Lives on Porno Tape (VCA) 1992
- Waterbabies 1 (Coast To Coast) 1992
- Where the Girls Play (Coast To Coast) 1992
- Backdoor to Russia 1 (VCA) 1993
- Backdoor to Russia 2 (VCA) 1993
- Best of Leather and Lace (Video Team) 1993
- Best of Talk Dirty 2 (Dreamland Entertainment) 1993
- Bi-ologist (Bi Line) 1993
- Bitches in Heat (Pleasure Productions) 1993
- Bizarre Mistress Series: Sharon Mitchell (Bizarre Video) 1993
- Buttman Goes to Rio 4 (Evil Angel) 1993
- Buttman's Double Adventure: Buttman Goes Hawaiian and Rio Orgies (Evil Angel) 1993
- Buttslammers 1 (Exquisite) 1993
- Buttslammers 2 (Exquisite) 1993
- Buttwoman Back in Budapest (Elegant Angel) 1993
- Buttwoman's Favorite Endings (Elegant Angel) 1993
- Intimate Journey (Vivid) 1993
- Memories Of Dolly 2 (DBM Video) 1993
- Nothing to Hide 2 (Metro) 1993
- Paul Norman's Nastiest: Orgies (Video Team) 1993
- Power of Summer 1: Revenge (Evil Angel) 1993
- Power of Summer 2: Reward (Evil Angel) 1993
- True Legends of Adult Cinema: The Modern Video Era (VCA) 1993
- Buttslammers 5 (Exquisite) 1994
- Deep Inside Keisha (VCA) 1994
- Girls Of Sin (Pleasure Productions) 1994
- Sodomania 7 (Elegant Angel) 1994
- Best of Buttslammers 1 (Exquisite) 1995
- Blacks And Whites 1 (Gourmet Video Collection) 1995
- Deep Inside Debi Diamond (VCA) 1995
- Overtime: Dyke Overflow 3 (Video Team) 1995
- Sodomania Smokin' Sextions 1 (Elegant Angel) 1996
- Totally Tianna (Elegant Angel) 1997
- Sodomania: Director's Cut Classics 1 (Elegant Angel) 1999
- Deep Inside Racquel Darrian (Vivid) 2001
- Easy Ride Her (Hard Works) 2001
- Nothin' Butt Buttwoman (Elegant Angel) 2002
- Real Female Orgasms 3 (Elegant Angel) 2002
- Jamie Summers Rocks Cocks (Vivid) 2004
- Greatest Asswhores Ever (Elegant Angel) 2006
- Fly Me To the Poon (VCA) 2007
- Swedish Erotica 87 (Caballero Home video) 2007
- Christy Canyon the Lost Footage (Antigua) 2009
- Ron Jeremy the Lost Footage (Antigua) 2009
- Splattered (Metro) 1996
- Strong Sensations (Pleasure Productions) 1996
- Style 3 (Video Team) 1996
- Suburban Swingers 2 (Infinity Film And Video) 1996
- Sunset's Anal and DP Gangbang (Pleasure Productions) 1996
- Takin' It To The Limit 8 (Exquisite) 1996
- Telephone Expose (VCA) 1996
- This Year's Model (Vivid) 1996
- Three Hearts (Coast To Coast) 1996
- Up And Cummers 26 (4-Play Video) 1996
- Up And Cummers 34 (4-Play Video) 1996
- Valentina (Sin City) 1996
- Vibrating Vixens 1 (Topper Video Inc.) 1996
- Violation of Missy (JM Productions) 1996
- Visions Of Seduction (Midnight Image) 1996
- Wacky World of E Powers (4-Play Video) 1996
- What You Are In The Dark (Klimaxxx Productions) 1996
- America's 10 Most Wanted 1 (Odyssey) 1997
- Big Game (Arch Angel) 1997
- Blaze (Vivid) 1997
- Bloopers 2 (Video Team) 1997
- Boudoir (Vivid) 1997
- Convention Cuties (Southern Shore) 1997
- Creatures of the Night (Wicked Pictures) 1997
- Cum One Cum All 1 (Evil Angel) 1997
- Daily Nudes (Vivid) 1997
- Dark Angel (Studio A Entertainment) 1997
- Deep Inside Felecia (VCA) 1997
- Deep Inside Shayla LaVeaux (VCA) 1997
- Dirty Bob's Xcellent Adventures 35 (Flying Leap Productions) 1997
- Diva 2: Deep in Glamour (VCA) 1997
- Eternal Lust 1 (VCA) 1997
- Everybody Wants Some Bionca Style (Exquisite) 1997
- Exotica Erotika 3 (4-Play Video) 1997
- Fashion Play (Midnight Video) 1997
- Femania 2 (Elegant Angel) 1997
- Fire Down Below (Leisure Time Entertainment) 1997
- House That Black Built (Elegant Angel) 1997
- I Love Lesbians 2 (Evil Angel) 1997
- Indecent Influence (Coast To Coast) 1997
- Janine: the Early Years (Vivid) 1997
- Jenna's Built for Speed (Wicked Pictures) 1997
- KSEX 106.9 2 (Ultimate Video) 1997
- Legacy (Dreamland Video) 1997
- Lipstick (Leisure Time Entertainment) 1997
- Misty Cam's Birthday Party (Soho Video) 1997
- More Dirty Debutantes 62 (4-Play Video) 1997
- More Dirty Debutantes 65 (4-Play Video) 1997
- More Dirty Debutantes 68 (4-Play Video) 1997
- New Wave Hookers 5 (VCA) 1997
- Philmore Butts too Much to Handle (Sunshine Films) 1997
- Pleasure Bound (Dreamland Video) 1997
- Private Strippers (Plush Entertainment) 1997
- Sex Quest (Midnight Video) 1997
- Sexual Education (Leisure Time Entertainment) 1997
- Shameless Desire (Future) 1997
- Sinister Sister (Wicked Pictures) 1997
- Stardust 11 (Vivid) 1997
- Stripper's Serenade (Plush Entertainment) 1997
- Train (Vivid) 1997
- Ultimate Swimming Pool Orgy 2 (Tight Ends) 1997
- Up And Cummers 39 (Evil Angel) 1997
- Virgin Hotline (Liquid Video) 1997
- Weekend At Farrah's (K-Beech Video) 1997
- Where The Girls Sweat 4 (Elegant Angel) 1997
- America's 10 Most Wanted 3 (Odyssey) 1998
- Babes Illustrated 7 (Metro) 1998
- Backseat Driver 4 (Metro) 1998
- Beyond Reality: Bionca's Best (Exquisite) 1998
- Buffy Malibu's Nasty Girls 17 (Anabolic Video) 1998
- Butt Row Big Ass Greek Machine (Evil Angel) 1998
- Chasin Pink 1 (Vivid) 1998
- Compendium Of Bruce Seven's Most Graphic Scenes 12 (Plum Productions) 1998
- Couples 1 (Vivid) 1998
- Crack Pack (Prestige Video) 1998
- Deep Inside Dirty Debutantes 20 (4-Play Video) 1998
- Erotic Illusions (Future) 1998
- Eye Candy (VCA) 1998
- Farrah Going Down (K-Beech Video) 1998
- Femme (Vivid) 1998
- First Time Ever 5 (Prime Video Productions) 1998
- Girl Thing (X-traordinary) 1998
- Girl's Affair 16 (Fat Dog) 1998
- Good the Bad and the Wicked (Wicked Pictures) 1998
- Hollywood Massage Girls (Atlantis) 1998
- I Love Lesbians 4 (Evil Angel) 1998
- Infinite Bliss (Adam & Eve) 1998
- Kiss (Vivid) 1998
- Leg Sex Dream (Viv Thomas) 1998
- Leg Sex in the Sun (Big Top Video) 1998
- Only the Best: Kaylan Nicole (Metro) 1998
- Open Wide (Vivid) 1998
- Perfection (Golden West Video) 1998
- Prime Time Pussy 1: Pleasure Perverts (Empire Video) 1998
- Rear Arrangers (Sterling) 1998
- Rude Girls 1 (Boardwalk) 1998
- Sex Lies and the President (Legend Video) 1998
- Sex Offenders 3 (Wicked Pictures) 1998
- Sex Quest (Puritan International, Ltd.) 1998
- Suite Seduction (Wicked Pictures) 1998
- Sweet Life 1 (Sin City) 1998
- Welcome to the Cathouse (Elegant Angel) 1998
- 100% Pure Pussy 2 (Sin City) 1999
- Babes Illustrated 8 (Metro) 1999
- Blown Away (Vivid) 1999
- Brown Eyed Blondes (VCA) 1999
- Car Wash Angels 2 (VCA) 1999
- Deep Inside Kylie Ireland (VCA) 1999
- Diva Girls (VCA) 1999
- Eat At the Pussy Cafe 2 (Ultra Image Productions) 1999
- Electric Sex (New Sensations) 1999
- Eye Candy Refocused (VCA) 1999
- Farrah Obsessed (K-Beech Video) 1999
- Felecia (footfetish.com) 1999
- Four Finger Club 4 (New Sensations) 1999
- Hell On Heels (Wicked Pictures) 1999
- Knocking at Heaven's Backdoor (Seymore Butts) 1999
- Lovin' Spoonfuls 21: More Best of Exotica Erotika (4-Play Video) 1999
- Lovin' Spoonfuls 27: Best of Deep Inside Dirty Debutantes (4-Play Video) 1999
- Max World 20: That's All Folks (Legend Video) 1999
- No Man's Land 26 (Video Team) 1999
- No Man's Land Interracial Edition 2 (Video Team) 1999
- Nymphomercials (VCA) 1999
- Perfect Pink 4: Wired Pink Gang Bang (Eurotique Entertainment) 1999
- Perfect Pink 6: Orgy (Eurotique Entertainment) 1999
- Perfect Smiles (VCA) 1999
- Porno Playground (VCA) 1999
- Poser (1999) (II)
- Pretty Girls (Sin City) 1999
- Psycho Biker Sluts From Hell (Knob/Ryder Entertainment) 1999
- Rocks That Ass 4 (Sean Michaels International) 1999
- Serenity In Denim (Wicked Pictures) 1999
- Sex Lies (Vivid) 1999
- Silk Ties (Fallen Angel) 1999
- Slumber Party 5 (Odyssey) 1999
- Sweet Summer Sex Kittens (VCA) 1999
- Trash Talking Coeds (VCA) 1999
- United Colors Of Ass 2 (Video Team) 1999
- Very Bad Things (Sin City) 1999
- All Girl Pussy Lickers (Nu-Tech Digital) 2000
- ATV (Britco) 2000
- Best of Perfect Pink 1 (Jill Kelly Productions) 2000
- Blonde Brigade (VCA) 2000
- Cream of Cumback Pussy (Elegant Angel) 2000
- Devoured (Adam & Eve) 2000
- Dirty Perverted Lesbians (Fat Dog) 2000
- Dream Quest (Wicked Pictures) 2000
- Fist The Whole Fist And Nothing But The Fist (Elegant Angel) 2000
- Flash (Wicked Pictures) 2000
- Generation Sex (Dreamland Video) 2000
- Hot Wet Sex (Big Top Video) 2000
- I Love Lesbians 8 (Evil Angel) 2000
- Marilyn Whips Wall Street (Video Team) 2000
- No Man's Land 30 (Video Team) 2000
- Planet Max 1 (Legend Video) 2000
- Puritan Magazine 27 (Puritan International, Ltd.) 2000
- Roadshow: Jenna Jameson (Edge Films Production) 2000
- Simply Girl Luv (S.E.M.G.) 2000
- Sorority Sex Kittens 4 (VCA) 2000
- Sorority Sex Kittens 5 (VCA) 2000
- Sorority Shower Cam (VCA) 2000
- Strapped 1 (Devil's Film) 2000
- Ten Little Angels (VCA) 2000
- When The Boyz Are Away The Girlz Will Play 1 (Jill Kelly Productions) 2000
- When The Boyz Are Away The Girlz Will Play 2 (Jill Kelly Productions) 2000
- Women in Control (VCA) 2000
- Ass Slammers 1 (Sin City) 2001
- Buttslammers 20 (Evil Angel) 2001
- Clam Jumpers (Taboo) 2001
- Deep Inside Heather Hunter (Vivid) 2001
- Deep Inside Jenna Jameson (Vivid) 2001
- Design for Desire (Adam & Eve) 2001
- Dirty Dirty Debutantes 22 (4-Play Video) 2001
- Euphoria (Wicked Pictures) 2001
- Extasy (DBM Video) 2001
- Jenna: Extreme Close Up (Vivid) 2001
- Perfect Pink 8: Red Hot (Jill Kelly Productions) 2001
- Poseur (Vivid) 2001
- Private Gold 53: Center of Sex (Private) 2001
- Sex Sells: Especially on TV (Vivid) 2001
- Shay's Sweet Revenge (Dreamland Video) 2001
- Think Pink (VCA) 2001
- Think Pink  (2001) (II)
- Vajenna (Vivid) 2001
- Where The Girls Sweat 5 (Elegant Angel) 2001
- 3 Into Janine (Vivid) 2002
- After Hours (Wicked Pictures) 2002
- Barely Legal Latinas (Leisure Time Entertainment) 2002
- Behind the Scenes of Dripping Wet Sex 1 (Simon Wolf) 2002
- Best of Perfect Pink 2 (Jill Kelly Productions) 2002
- Big Boob Lesbian Party 1 (Filmco Releasing) 2002
- Crazy About Latinas 3 (Evil Angel) 2002
- Dripping Wet Sex 4 (Simon Wolf) 2002
- Falling From Grace (Wicked Pictures) 2002
- Fill My Hole (Leisure Time Entertainment) 2002
- Floss (VCA) 2002
- Girls Only: Janine (Vivid) 2002
- Heat (Wicked Pictures) 2002
- High Desert Dream Girls (VCA) 2002
- Interactive Animal Instincts (Vivid) 2002
- Jenna Jameson Exposed (New Machine Publishing) 2002
- Jenna Jameson Revealed (Vivid) 2002
- Jenna Jameson Untamed (Vivid) 2002
- Kink Club 1 (Adam & Eve) 2002
- Little Town Flirts (VCA) 2002
- Lovin' Spoonfuls 41: More of the Best of Deep Inside Dirty Debutantes With A Little Creme On Top (E Powers) 2002
- Melted Pink (VCA) 2002
- Midnight Librarians (VCA) 2002
- Misty Rain's Lost Episodes 1 (New Sensations) 2002
- No Man's Land 36 (Video Team) 2002
- Real Female Masturbation 15 (Evil Angel) 2002
- Shay's Big Toy Bash (Dreamland Entertainment) 2002
- Sodomania 38 (Elegant Angel) 2002
- Sorority Sex Kittens 6 (VCA) 2002
- Sweetwater (New Sensations) 2002
- Too Many Blonde Moments (VCA) 2002
- Ultimate Racquel Darrian (Vivid) 2002
- Young Jenna (Vivid) 2002
- 100% Strap-On (Elegant Angel) 2003
- 18 Wild and Horny (Dreamland Entertainment) 2003
- Aces in the Holes (VCA) 2003
- All Day Sucker (Vivid) 2003
- All Star Oral (Vivid) 2003
- Anal Addicts 11 (Northstar Associates) 2003
- Barefoot Beauties (Bizarre Video) 2003
- Best of Jezebelle Bond (Jill Kelly Productions) 2003
- Clit Lickers (Midnight Mayhem) 2003
- Cumback Pussy Platinum 2 (Elegant Angel) 2003
- Deep Inside Monica Mayhem (VCA) 2003
- Deep Inside Sunset Thomas (VCA) 2003
- Delicious Pink (Simon Wolf) 2003
- Double Booked (Outback) 2003
- Everybody Loves Rimmin (Vivid) 2003
- Eye Candy 3 (VCA) 2003
- Fantastic Fetish (Bizarre Video) 2003
- Female Ejaculation Review (Seymore Butts) 2003
- Fetish Factor 1 (Bizarre Video) 2003
- Fetish Factor 2 (Bizarre Video) 2003
- Fuck My Every Hole (Pure Filth) 2003
- I Love Lesbians 12 (Evil Angel) 2003
- I Love Lesbians 13 (Evil Angel) 2003
- Island Girls (Wicked Pictures) 2003
- Lesbian Fetish Fever 2 (Bizarre Video) 2003
- More Than a Touch of Klass (Seymore Butts) 2003
- Naughty Little Nymphs (Adam & Eve) 2003
- One Is Not Enough 3: An Adventure In Multiple Partners (New Machine Publishing) 2003
- Overtime: Superstar Brunettes (Video Team) 2003
- Perfect Pouts (VCA) 2003
- Pussy Foot'n 2 (New Sensations) 2003
- Real Female Orgasms 4 (Elegant Angel) 2003
- Real Lesbians 4: Azteca Loves Heather (New Machine Publishing) 2003
- Real Lesbians 5: Jenna Loves Felecia (New Machine Publishing) 2003
- Saturday Night Beaver (Vivid) 2003
- She's Fine and Natural (Caballero Home video) 2003
- Sopornos 6 (VCA) 2003
- Summer Camp Sun Bunnies (VCA) 2003
- Summer Girlz Spanked (Bizarre Video) 2003
- Teacher's Pet (Vivid) 2003
- Wild and Horny (Midnight Mayhem) 2003
- Zodiac Rising (Sin City) 2003
- Babes Illustrated 14 (Metro) 2004
- Cargo (Wicked Pictures) 2004
- Charlie's Girls (Vivid) 2004
- Cum One Cum All 2 (Evil Angel) 2004
- High Desert Pirates (VCA) 2004
- Ho'down Lickdown (Vivid) 2004
- Jennaration (Vivid) 2004
- JKP All Latin 3 (Jill Kelly Productions) 2004
- Latina Fever (VCA) 2004
- Latina Spice (Caballero Classics) 2004
- Leanni Lei Exposed (New Machine Publishing) 2004
- Lickity Slit (Wicked Pictures) 2004
- Lovin' Spoonfuls 51: Ed's Cover Girls Spanning The Years! 1995-1998 (E Powers) 2004
- Pillow Talk (Wicked Pictures) 2004
- Pussy Lickin Good (VCA) 2004
- Rayveness Exposed (New Machine Publishing) 2004
- Real Janine (Vivid) 2004
- Real Lesbians 15: Katie Gold Loves Shay Sweet (New Machine Publishing) 2004
- Real Lesbians 6: Teanna Loves Venus (New Machine Publishing) 2004
- Ripe 19: Jessica James (Forbidden Films) 2004
- Say Aloha To My A-hola (Wicked Pictures) 2004
- Strapped (Adam & Eve) 2004
- Vivid Superstars: Janine (Vivid) 2004
- All You Can Eat Buffet (Filth Factory) 2005
- And The Envelope Please Lori Michaels (Vivid) 2005
- Barnyard Babes (Adam & Eve) 2005
- Fetish World 6 (Bizarre Video) 2005
- Girls Who Like Girls (Simon Wolf) 2005
- Guide to Eating Out (Wicked Pictures) 2005
- Jenteal Uncensored (Vivid) 2005
- Lesbian Slumber Party 4 (Devil's Film) 2005
- Lettin' Her Fingers Do The Walking (Wicked Pictures) 2005
- Playmates (Cherry Boxxx) 2005
- Real Female Masturbation 24 (Evil Angel) 2005
- Satisfaction Guaranteed: Taylor Hayes (Vivid) 2005
- Secret Lives of Porn Stars (Xenon Pictures) 2005
- Secrets of the Velvet Ring (Wicked Pictures) 2005
- Spring Break Sex Kittens (VCA) 2005
- Summer School Sex Kittens (VCA) 2005
- Womb Raider (VCA) 2005
- Young Holes (Sin City) 2005
- Best of Shay Sweet (Sin City) 2006
- Fuck (Wicked Pictures) 2006
- Girl Of The Month - Nikki Tyler (Vivid) 2006
- Hard Day At the Office (VCA) 2006
- Jenna's Depraved (Wicked Pictures) 2006
- Restraint (Vivid) 2006
- Slippery When Wet 3 (Sin City) 2006
- Wicked Legends 1 (Wicked Pictures) 2006
- Beach Bums (Wicked Pictures) 2007
- Butt I Like It (Wicked Pictures) 2007
- Flawless (Vivid) 2007
- Girl on Girl 1 (Viv Thomas) 2007
- Saturday Night Beaver (Wicked Pictures) 2007
- Slippery When Wet 4 (Sin City) 2007
- Accidental Hooker  (Wicked Pictures) 2008
- Bruce Seven In Memorial  (Bruce Seven Productions) 2008
- Girlfriends With Benefits (Adam & Eve) 2008
- Heart Breaker (Vivid) 2008
- No Boys, No Toys 2 (Metro) 2008
- No Man's Land Coffee and Cream 2 (Metro) 2008
- Star 69: Strap Ons  (Vivid) 2008
- Bound For Bliss (Evolution Erotica) 2009
- I Kissed A Girl (Wicked Pictures) 2009
- Asian Bran Munch (Caballero Home video) 2011
- Babe Buffet: All You Can Eat (Wicked Pictures) 2012
- Cal Vista Collection 2 (Metro) 2012
- Cock Blocked (Wicked Pictures) 2012
- Fifty Shades of Bruce Seven (Bruce Seven Productions) 2012
- Vivid's Award Winners: Group Sex (Vivid) 2012
- Ass Plugger Classics (Western Visuals) 2014
- Chloe Jones: Porn Star (Digital Sin) 2014
- Dark Haired Vixens (Western Visuals) 2014
- Dickless (Wicked Pictures) 2014
- E Powers Favorite New Ends 1 (E Powers) 2017
- Only the Best Classic Stars (Western Visuals) 2019